# Raïssa Dapina
Raïssa Dapina (* 27. September 1995 in Paris) ist eine französisch-senegalesische Handballspielerin, die für die senegalesische Nationalmannschaft aufläuft.

## Karriere

### Im Verein
Dapina begann das Handballspielen im Alter von zehn Jahren beim französischen Verein Cergy-Pontoise Handball 95. Die Linkshänderin setzte ein Jahr später ihre Laufbahn umzugsbedingt bei Olympique Rodemack HB fort, bei dem sie hauptsächlich mit Jungs zusammen spielte. Dapina wechselte im Jahr 2009 in die Jugendabteilung von Yutz Handball, für deren Damenmannschaft sie in der Saison 2012/13 acht Partien in der zweithöchsten französischen Spielklasse bestritt. Anschließend schloss sich die Außenspielerin dem Verein Metz Handball an. Bei Metz gehörte sie dem Kader der 2. Mannschaft an. In der Meisterschaftssaison 2015/16 erhielt sie Spielanteile in der Erstligamannschaft von Metz Handball.
Dapina unterschrieb im Jahr 2016 einen Vertrag beim französischen Drittligisten Strasbourg Achenheim Truchtersheim Handball. Ein Jahr später wurde sie vom französischen Erstligisten CJF Fleury Loiret Handball verpflichtet. Im Jahr 2021 wechselte sie zum Ligakonkurrenten Neptunes de Nantes. Da Dapina in Nantes unter der Trainerin Helle Thomsen nur wenige Spielanteile erhalten hatte, schloss sie sich im Sommer 2023 dem Erstligisten OGC Nice Côte d'Azur Handball an.

### In Auswahlmannschaften
Dapina gehörte dem Kader der französischen Jugendnationalmannschaft an. Seit März 2016 läuft sie für die senegalesische Nationalmannschaft auf. Dapina nahm im selben Jahr für Senegal an der Afrikameisterschaft teil, bei der Senegal zwar in das Finale einzog, jedoch noch vor der Austragung des Endspiels aufgrund des Einsatzes einer nicht spielberechtigten Akteurin disqualifiziert wurde. Bei der nächsten Austragung der Afrikameisterschaft erreichte sie mit Senegal erneut das Finale, in dem die Mannschaft mit 14:19 gegen Angola unterlag. Hierdurch qualifizierte sich Senegal für die Weltmeisterschaft 2019, bei der Dapina für ihr Land auflief und insgesamt 24 Treffer erzielte.
Dapina beendete mit Senegal die Afrikameisterschaft 2021 auf dem fünften Platz. Dort wurde sie am Turnierende als beste Rechtsaußenspielerin geehrt. Die Afrikameisterschaft 2022 schloss sie mit Senegal auf dem vierten Platz ab und qualifizierte sich hierdurch für die Weltmeisterschaft 2023. Bei der WM 2023, bei der Senegal in die Hauptrunde einzog, warf Dapina acht Tore.